# La Boule Obut
La Boule Obut est une entreprise française de fabrication d'articles de sport, spécialisée dans les boules de pétanque. En 2008, elle détient 80 % de part de marché en France. L'entreprise produit 3 millions de boules de pétanque par an.

## Métiers
En 2010, l'entreprise conçoit, fabrique et commercialise auprès de ses revendeurs des boules de pétanque en acier.

## Histoire
L'entreprise est fondée en 1955, à Saint-Bonnet-le-Château, en France dans le Forez, par Frédéric Bayet et Antoine Dupuy, qui, en 1958 s'associent à Jean Souvignet. Dès l'origine, ils déposent la marque Obut. L'entreprise prend le statut de société anonyme La Boule Obut en 1981. En 2010, elle est toujours dirigée par la famille des fondateurs.

## Galerie

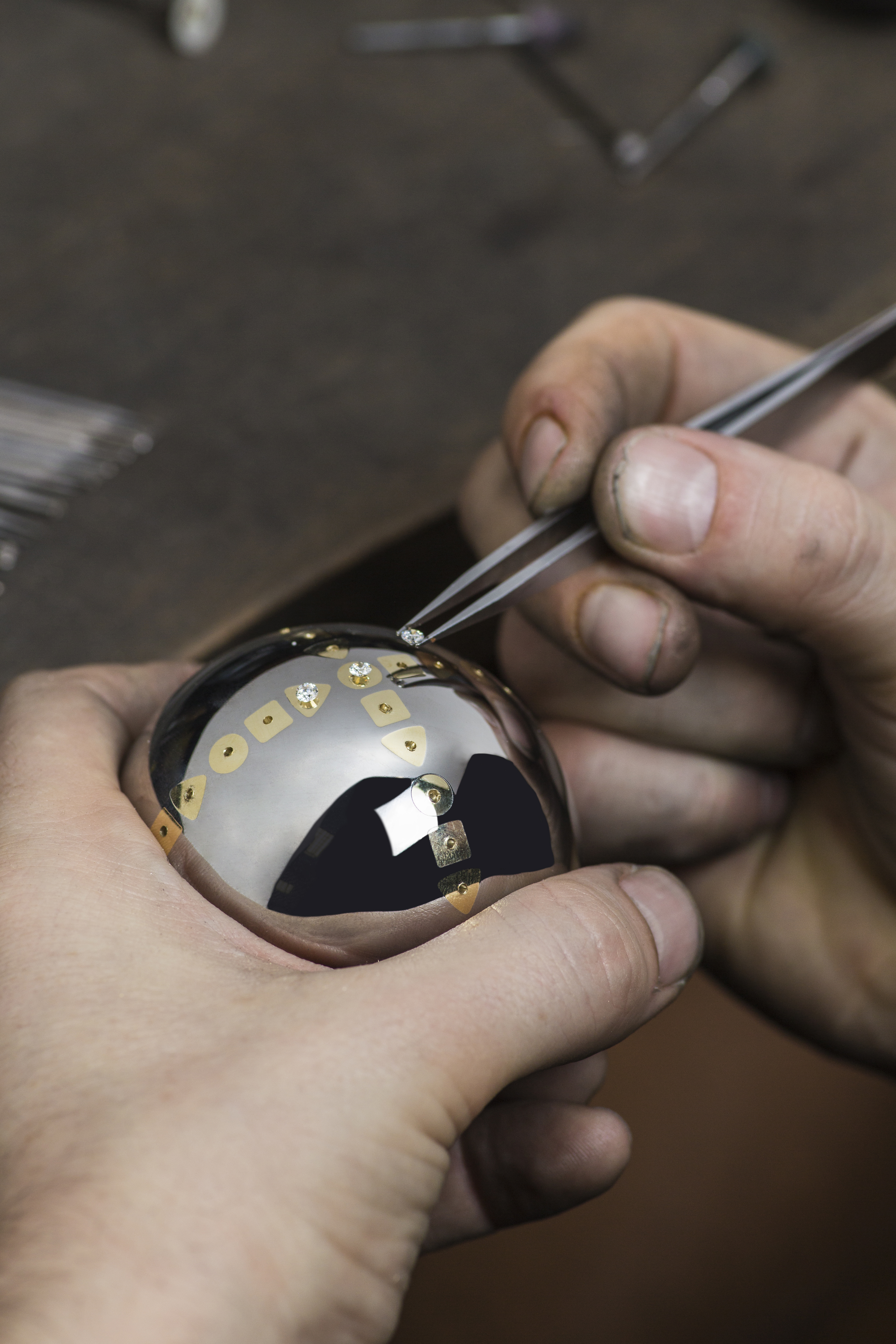
Boule Obut sertie de diamants par Tournaire.
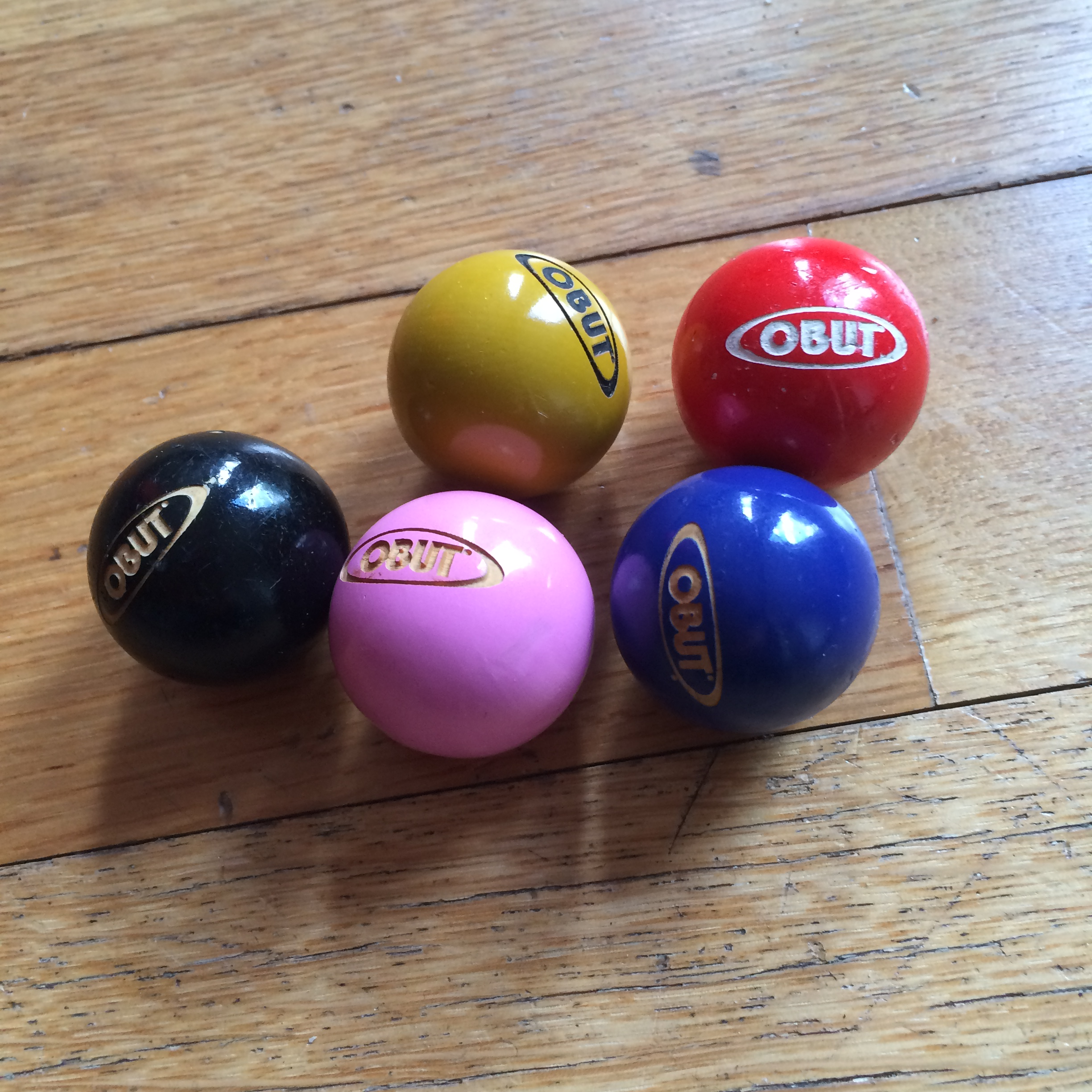
Boules Obut en couleurs.
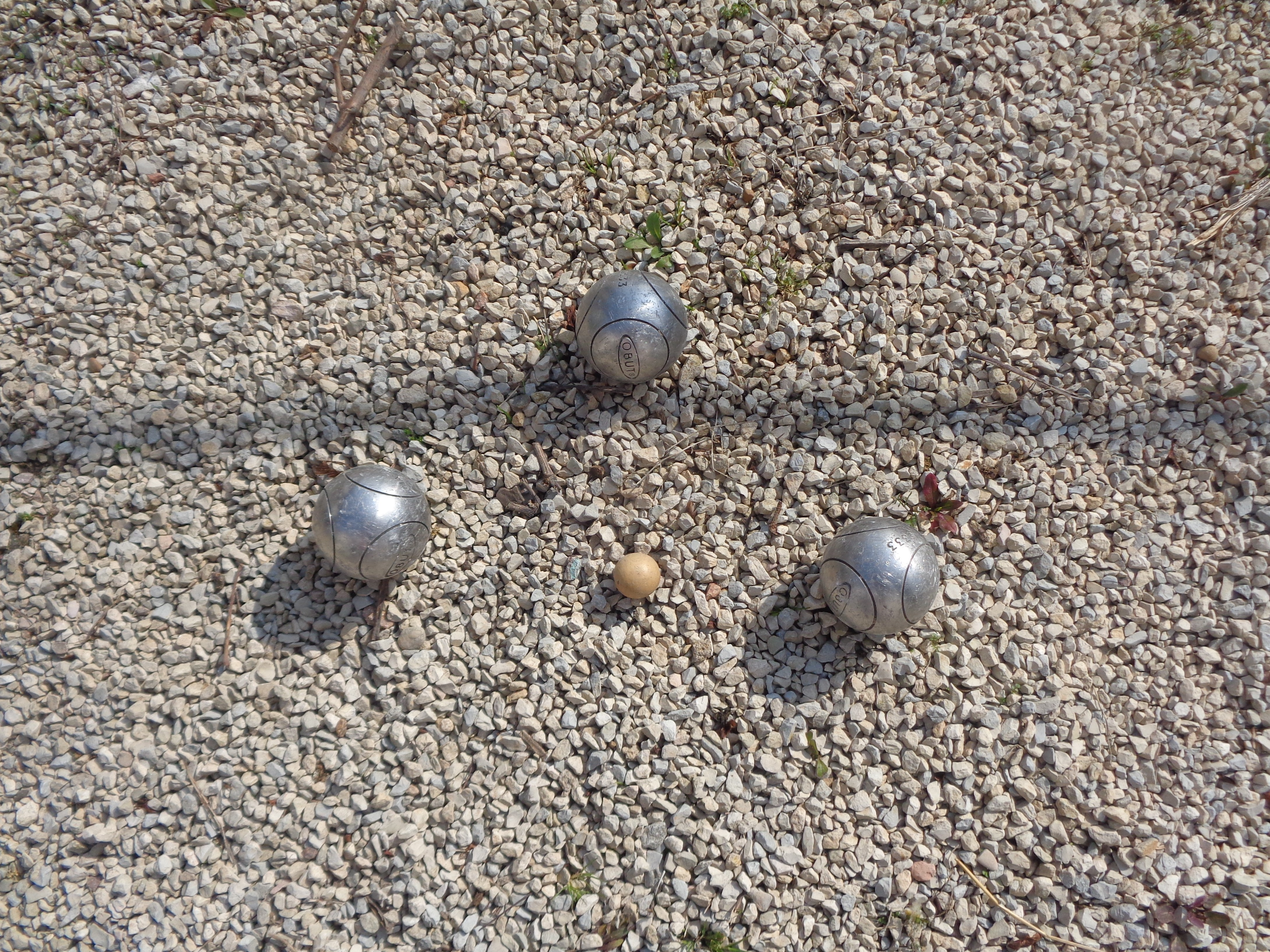
Obut Match It (demi-tendre : 700 grammes).

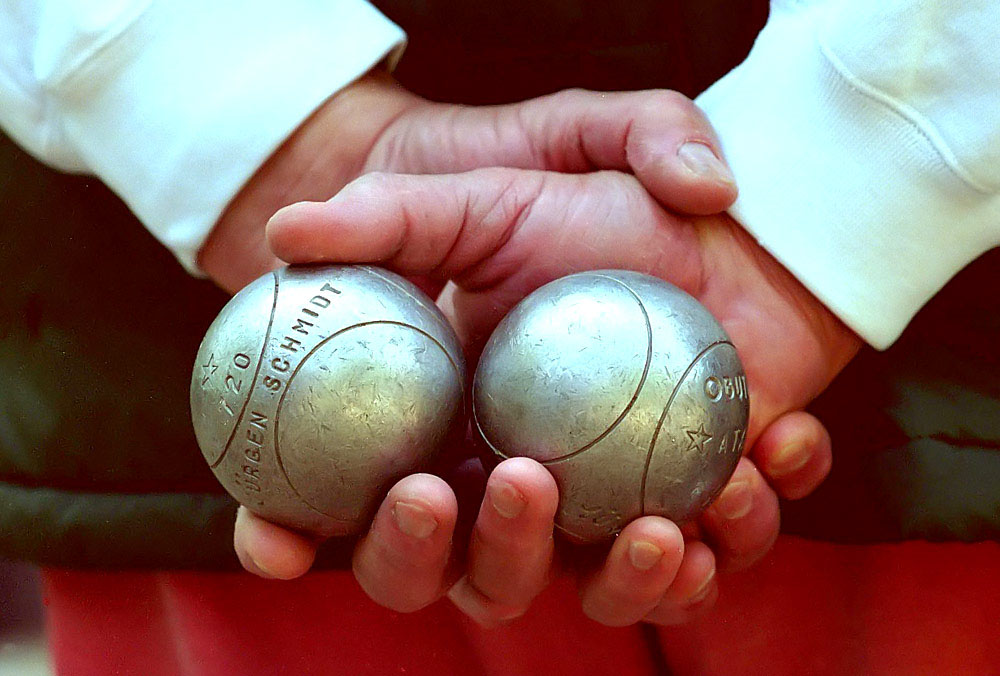
Boules Obut gravées au nom de leur propriétaire.
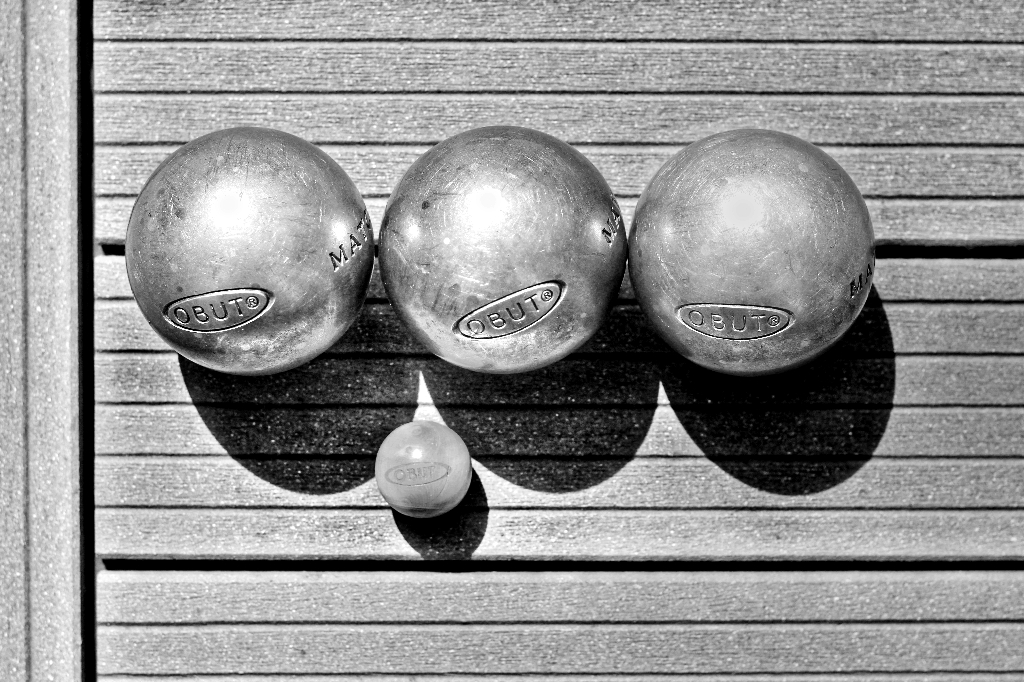
Boules et cochonnet Obut.